# Avalanche Canyon
Der Avalanche Canyon ist eine Schlucht im Grand-Teton-Nationalpark im Westen des US-Bundesstaates Wyoming. Die Schlucht wurde durch bis zu 600 m tiefe Gletscher gebildet, die sich am Ende des letzteiszeitlichen Maximums vor etwa 15.000 Jahren zurückzogen und ein Trogtal hinterließen.

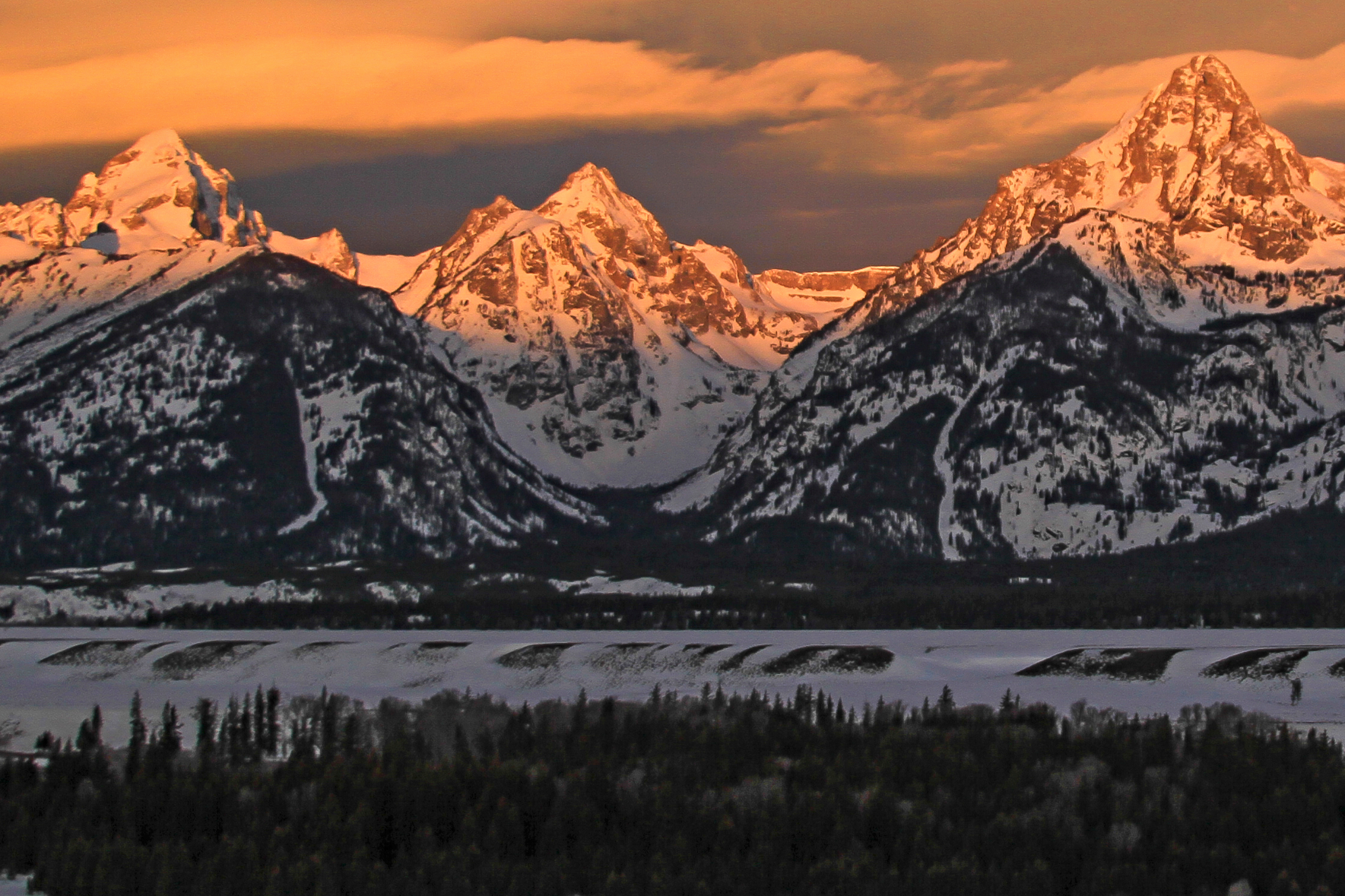
Avalanche Canyon mit Buck Mountain (links), Mount Wister (Mitte) und South Teton (rechts)

## Lage
Der Avalanche Canyon liegt in der südlichen Teton Range westlich des Tals Jackson Hole und wird von einer Reihe hoher Berggipfel umschlossen, unter anderem durch Shadow Peak, Nez Perce Peak, Cloudveil Dome und South Teton im Norden sowie Mount Wister und Veiled Peak im Südwesten und Buck Mountain im Süden. Durch den Canyon fließt der Taggart Creek, ein Nebenfluss des Cottonwood Creek, der am Lake Taminah entspringt und sich über mehrere Wasserfälle wie die Shoshoko Falls in den Taggart Lake entwässert. Im oberen Teil des Canyons liegen weitere Seen wie der Snowdrift Lake oder der Kit Lake. Ungefähr auf halber Strecke teilt sich der Avalanche Canyon in einen South Fork und einen North Fork. Durch den Canyon führen keine markierten Wege.

## Belege
1. ↑  Geonames: Avalanche Canyon. Abgerufen am 20. Mai 2021.
2. ↑  Naturalatlas: Avalanche Canyon. Abgerufen am 20. Mai 2021 (englisch).
3. ↑  Avalanche Canyon Hiking. 3. April 2015, archiviert vom Original (nicht mehr online verfügbar) am 20. Mai 2021; abgerufen am 20. Mai 2021 (englisch).  Info: Der Archivlink wurde automatisch eingesetzt und noch nicht geprüft. Bitte prüfe Original- und Archivlink gemäß Anleitung und entferne dann diesen Hinweis.